# Mellicta nossis
Mellicta nossis är en fjärilsart som beskrevs av Hans Fruhstorfer 1923. Mellicta nossis ingår i släktet Mellicta och familjen praktfjärilar. Inga underarter finns listade i Catalogue of Life.